# Crypsis turkestanica
Crypsis turkestanica là một loài thực vật có hoa trong họ Hòa thảo. Loài này được Eig mô tả khoa học đầu tiên năm 1929.